# Wally Olds
Wally Olds (né le 17 août 1949 à Warroad et mort le 11 janvier 2009) est un hockeyeur sur glace américain. Lors des Jeux olympiques d'hiver de 1972 à Sapporo, il remporte la médaille d'argent.

## Palmarès
- Médaille d'argent aux Jeux olympiques de Sapporo en 1972